# Спринт (ракета)
|                       |                                               |
| Изображение           |                                               |
| Производитель         | Martin Marietta                               |
| Первая ступень        | Hercules X-265 2900 кН                        |
| Вторая ступень        | Hercules X-271                                |
| Длина                 | 8,20 м предельная                             |
| Диаметр               | 1,35 м                                        |
| Размах крыльев        |                                               |
| Масса                 | 3500 кг                                       |
| Дальность             | 40 км                                         |
| Потолок               | 30 км                                         |
| Максимальная скорость | >Мах 10 (7500 миль в час)                     |
| Боевой расчёт         |                                               |
| Система управления    | Радиокомандная                                |
| Боевая часть          | W66 нейтронная, мощность — несколько килотонн |
| Способ запуска:       | Миномётный из шахтной ПУ                      |
| Ёмкость магазина:     |                                               |
| Темп стрельбы:        |                                               |
| Дата испытаний:       | 17.11.1965 г.                                 |

«Спринт» (англ. Sprint — Спринт) — американская твердотопливная двухступенчатая противоракета системы противоракетной обороны наземного базирования, оснащённая боеголовкой W66 (англ. W66) с нейтронным зарядом.
Была разработана в дополнение к ракете заатмосферного перехвата LIM-49A Spartan как высокоскоростная противоракета для перехвата боевых блоков МБР после их входа в атмосферу. Разработка противоракеты Спринт велась в рамках программы Sentinel. Программа Sentinel не была осуществлена, но её технологии были использованы в программе Safeguard.
По неизвестной причине, «Спринт» не получил стандартного трехбуквенного обозначения в системе вооруженных сил США. Считается, что для этой ракеты были зарезервированы номера LIM-99A или LIM-100A.

## История
В 1960-х основной концепцией противоракетной обороны был перехват боеголовок за пределами атмосферы, на возможно большем удалении от целей. Подобная схема перехвата позволяла защищать большую площадь, и обеспечивала резерв времени для выработки огневого решения.
Однако, к концу 1960-х было сочтено разумным дополнить дальнобойные противоракеты ещё одним, внутриатмосферным эшелоном обороны из противоракет малого радиуса, рассчитанных на перехват целей в верхних слоях атмосферы. Такие перехватчики должны были поражать боеголовки, проскочившие через внешние эшелоны обороны, непосредственно возле целей.
Преимуществом атмосферного перехвата было то, что ложные цели и фольга, затрудняющие сопровождение боеголовки в космосе, при входе в атмосферу легко отфильтровывались. Таким образом противоракеты внутриатмосферного перехвата не имели проблем с фильтрацией ложных целей. Недостатком было крайне ограниченное время реакции на угрозу: лишь несколько десятков секунд от входа боеголовки в атмосферу и до поражения цели. Это определяло крайне высокие динамические требования к противоракетам.

## Конструкция
Противоракета «Спринт» была разработана как противоракета внутриатмосферного эшелона перехвата в составе комплекса Sentinel и в дальнейшем — Safeguard. Она предназначалась для развертывания в непосредственной близости от охраняемых объектов, и добивания проскочивших боеголовок.
Ракета имела коническую форму. Её длина составляла 8,2 метра при максимальном диаметре 1,35 метра. Масса полностью снаряженной ракеты составляла 3500 килограмм.
Первая ступень была оснащена твердотопливным двигателем Hercules X-265. Двигатель развивал в течение 1,2 секунд впечатляющую тягу в 2900 кН, почти в 83 раза превосходившую собственную массу ракеты (!). Вторая ступень была оснащена аналогичным по конструкции но более компактным двигателем Hercules X-271 и запускалась в течение 1-2 секунд после старта. Перехват боеголовки противника осуществлялся на высотах 1500 — 30 000 метров и занимал не более 15 секунд.
Экстремальные нагрузки, воздействующие на корпус противоракеты при запуске, потребовали неординарных концепций. Так, например, головная часть ракеты трением о воздух менее чем за секунду после запуска разогревалась до красноты. Чтобы ракета не расплавилась от нагрева, её обшивка была покрыта слоем абляционной защиты. Кроме того, чтобы преодолевать плазменный шлейф вокруг корпуса, приемопередатчики ракеты имели повышенную мощность. Наконец, инженерам пришлось рассмотреть такую нетривиальную проблему, как защита ракеты от дождя — ибо «Спринт» развивал огромную скорость ещё на сравнительно малой высоте, и удары ракеты о дождевые капли при такой скорости могли существенно повредить её конструкцию.
Наведение ракеты осуществлялось радиокомандно, с помощью Радара Ракетной Позиции в составе комплекса «Safeguard». Управление ракетой в полете осуществлялось с помощью маневровых ракетных двигателей и четырёх Х-образно расположенных элеронов вокруг центра тяжести.
Боевая часть ракеты была нейтронной боевой частью W-66 2 кТ эквивалента. При детонации, боевая часть поражала неприятельскую боеголовку потоком нейтронного излучения. Пронизывая боеголовку, нейтроны создавали эффект т. н. «шипучки» — цепной реакции без достижения критической массы, что приводило к разрушению боеголовки.

## Тактика применения
Тактика применения ракеты предполагала совместное использование её с ракетой Спартан. Сначала запускался Спартан и пытался сбить боеголовку на большой высоте, потом запускался Спринт, и пытался сбить боеголовку уже на меньшей высоте, в том случае, если её не смог сбить Спартан.

## Развертывание
Семьдесят ракет «Спринт» были поставлены на боевое дежурство в 1975 году для обороны позиций баллистических ракет «Минитмен» на авиабазе Гранд Форкс, в штате Северная Дакота, в составе единственного развёрнутого комплекса «Сэйфгард». Из них двенадцать противоракет было развёрнуто для обороны самого противоракетного комплекса (радаров и позиций противоракет «Спартан») а остальные — на удалённых пусковых позициях, прикрывающих отдельные эскадроны баллистических ракет «Минитмен».
В 1976 году система была законсервирована. Ракеты «Спринт» использовались в 1980-х для экспериментов по разработке неядерных противоракет для программы СОИ.

### Русскоязычные
- Антиракета «Sprint»  ИС «Ракетная техника» БГТУ

### Иноязычные
- (англ.) Martin Marietta Sprint Directory of U.S. Military Rockets and Missiles
- (англ.) Sprint (Continued) Сайт «Stanley R. Mickelsen Safeguard Complex»
- (англ.) Sprint Энциклопедия «Аэронавтика»
- (англ.) Sprint Сайт «Nuclear ABMs of the USA»
- (англ.) Глава 9: Sprint Missile Subsystem from ABM Research and development at Bell Labs Сайт «Stanley R. Mickelsen Safeguard Complex»

### Медиа
- Видео пуска Sprint (2 MB .mpg) Сайт «Stanley R. Mickelsen Safeguard Complex»